# Guernésiais
Guernésiais, auch bekannt als Dgèrnésiais oder englisch als Guernsey French, ist die auf Guernsey gesprochene Varietät der normannischen Sprache. Es wird auf der Insel auch als „Patois“ bezeichnet. Als eine Langue d’oïl hat es seine Wurzeln im Lateinischen, erfuhr aber im Laufe der Geschichte starke Einflüsse von der altnordischen und englischen Sprache.
Es besteht mit geringen Schwierigkeiten gegenseitige Verständlichkeit mit dem Jèrriais der Nachbarinsel Jersey und weiteren normannischen Varietäten der Normandie. Guernésiais ist am engsten angelehnt an den normannischen Dialekt von La Hague auf der Halbinsel Cotentin.
Das Guernésiais wurde weniger vom Französischen beeinflusst als das Jèrriais, dafür mehr von Englischen, was in modernen Wort-Importen wie le bike oder le gas-cooker resultiert.
Es gibt eine reiche Tradition von Poesie in der Sprache Guernseys. Das Liedgut wird beeinflusst vom Meer, von farbenfroher Rhetorik, traditioneller Folklore sowie der Naturschönheit der Insel. Der größte Dichter der Insel war George Métivier (1790–1881), ein Zeitgenosse Victor Hugos, der einheimische Dichter beeinflusste und inspirierte, ihre traditionellen Werke zu drucken und zu veröffentlichen. Métivier vereinte einheimische Orts- und Tiernamen, traditionelle Sprichwörter und mündlich übermittelte Fragmente mittelalterlicher Dichtung, um seine Rimes Guernesiaises (1831) zu gestalten. Denys Corbet (1826–1910) wurde als „letzter Poet“ des Guernésiais erachtet und veröffentlichte in Zeitungen und privaten Sammlungen seinerzeit viele Gedichte in der ursprünglichen Inselsprache.

« Que l'lingo seit bouan ou mauvais
 J’pâlron coum'nou pâlait autefais »

„Sei der ‚Lingo‘ gut oder schlecht,
 ich werde sprechen, wie wir es pflegen.“

Das aktuelle Wörterbuch des Guernésiais, das den Titel Dictiounnaire Angllais-Guernesiais trägt und im April 1967 von der Société Guernesiaise herausgegeben und 1982 überarbeitet wurde, wurde von Marie de Garis (1910–2010) geschrieben. De Garis erhielt 1999 den MBE-Titel für ihr Werk.

## Status

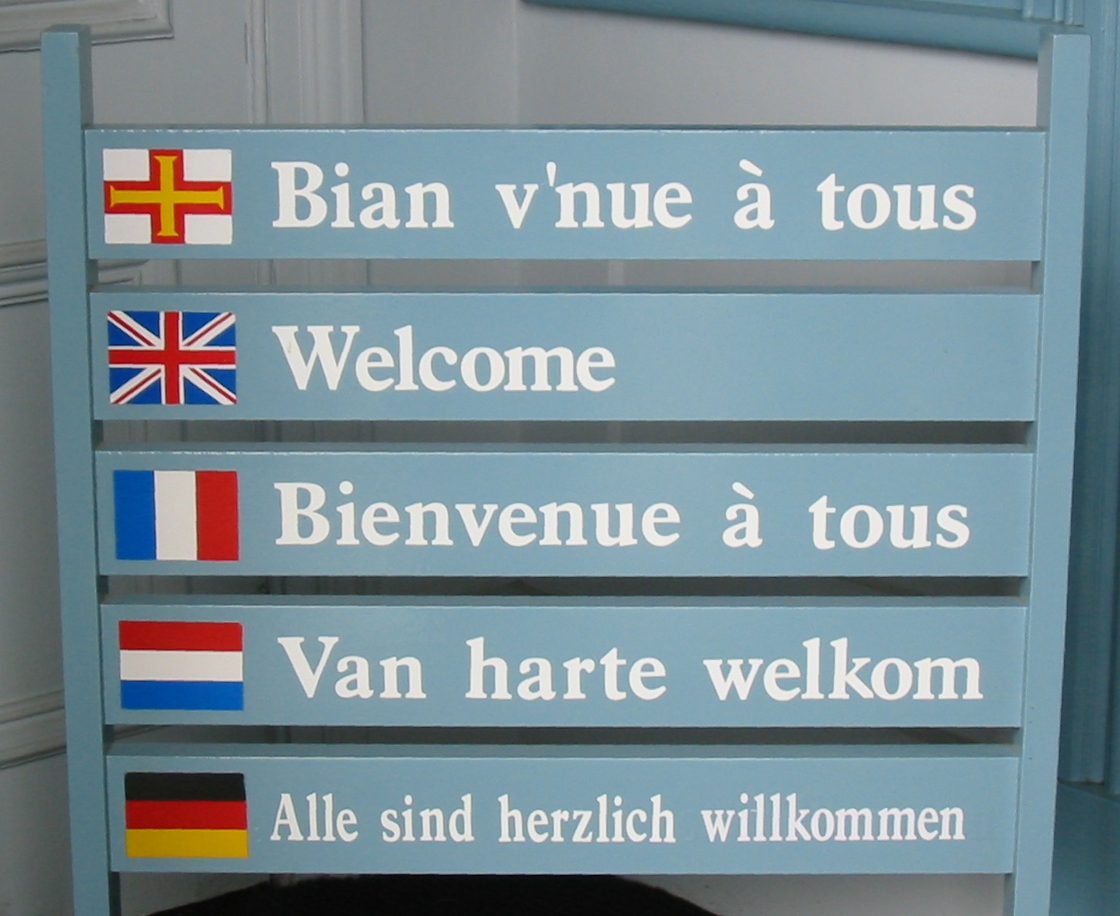
Mehrsprachiges Begrüßungsschild in Guernseys Tourismusbüro in St. Peter Port – ganz oben Guernésiais

Der Zensus von 2001 ergab, dass 1327 Einwohner (davon 1262 auf der Insel geboren) und somit 2 % der Bevölkerung die Sprache fließend beherrschen, während 3 % sie vollständig verstehen. 70 %, also 934 dieser 1327 Einwohner, die die Sprache fließend zu sprechen vermögen, sind über 64 Jahre alt. Unter den jungen Einwohnern können nur 0,1 % perfekt Guernésiais sprechen. 14 % der Bevölkerung geben an, die Sprache etwas zu verstehen.
- L’Assembllaïe d'Guernesiais, ein 1957 gegründeter Verein der Guernésiais-Sprecher, gibt eine Zeitschrift heraus. Les Ravigoteurs, ein weiterer Verein, veröffentlichte ein Bilderbuch und eine Kompaktkassette für Kinder.
- Die Waldschule (engl. forest school, ein Schulkonzept für Unterricht im Freien) veranstaltet einen jährlichen Sprecher-Wettbewerb für Grundschüler im Alter von sechs Jahren.
- Das jährliche Eisteddfod bietet eine Möglichkeit für Aufführungen in der Sprache, und Radioprogramme und Zeitungen bringen regelmäßige Beiträge.
- Es gibt etwas Unterricht in der Sprache in freiwilligen Kursen auf Guernsey.[2]
- Es gibt Abendschulen (Stand 2013).[2]
- Mittagskurse werden vom Guernsey Museum angeboten (Stand 2013).
- Guernésiais ist (gemeinsam mit Jèrriais, Irisch, Schottisch-Gälisch, Walisisch, Manx und Scots) von der britischen und irischen Regierung anerkannte Regionalsprache.
- Sowohl das BBC Local Radio von Guernsey als auch die Guernsey Press bieten gelegentliche Kurse an.
- Ein Sprachentwicklungsbeamter (engl. Guernsey language development officer) wurde zu Januar 2008 ernannt.[3]

Es gibt wenige Rundfunkprogramme auf Guernésiais, das lokale Channel Television ignoriert die Sprache weitgehend, und es werden nur gelegentliche Kurzsendungen im BBC Radio Guernsey ausgestrahlt, meist für Lernende.
Trotz der klaren historischen Entwicklung der normannischen Sprachen ordnen viele das Guernésiais nicht als eigenständige Sprache ein, sondern halten es für einen französischen Dialekt. Da die Schrift auf der des Französischen basiert, können Frankophone vieles vom geschriebenen Guernésiais verstehen.
Die Gründung einer eigenen Sprachkommission (engl. Guernsey Language Commission) wurde am 7. Februar 2013 bekanntgemacht als eine Regierungsinitiative zur Bewahrung der Sprachkultur.

## Geschichte
- Der auf Guernsey lebende Dichter George Métivier (1790–1881) – genannt der „Burns von Guernsey“ – schrieb als erster ein Wörterbuch der normannischen Sprache auf den Kanalinseln, das Dictionnaire Franco-Normand (1870). Dies etablierte die erste Standardorthographie, die später modifiziert und modernisiert wurde. Unter seinen Poesiewerken finden sich die Rimes Guernesiaises, die 1831 veröffentlicht wurden.
- Prinz Louis Lucien Bonaparte veröffentlichte 1863 eine Übersetzung des Gleichnisses vom vierfachen Ackerfeld auf Guernésiais als Teil seiner philologischen Recherchen.
- Wie Métivier veröffentlichte auch Tam Lenfestey (1818–1885) Gedichte in lokalen Zeitungen und in Buchform.
- Denys Corbet (1826–1909) bezeichnete sich selbst als draïn rimeux – den letzten Dichter, aber die Dichtkunst bestand fort. Corbet ist in erster Linie bekannt für seine Gedichte, insbesondere die Erzählung L'Touar de Guernesy, eine schelmische Reise durch die Parishes von Guernsey. Als Herausgeber des französischsprachigen Blattes Le Bailliage schrieb er außerdem Feuilletons auf Guernésiais unter dem Pseudonym Badlagoule („Plaudertasche“). 2009 richtete die Insel eine spezielle Corbet-Ausstellung im Forest Parish als Begehung seines hundertsten Todestages aus, in deren Rahmen eine zeitgenössische Porträt-Malerei Corbets vom Künstler Christian Corbet, einem Cousin von Denys Corbet, enthüllt wurde.
- Thomas Martin (1839–1921) übersetzte die Bibel ins Guernésiais, des Weiteren die Schauspiele von William Shakespeare, zwölf Schauspiele von Pierre Corneille, drei von Thomas Corneille, 27 von Molière, 20 von Voltaire und Der spanische Student von Henry Wadsworth Longfellow.[5]

- Thomas Henry Mahy (1862–1936) schrieb ab 1916 Dires et Pensées du Courtil Poussin, eine regelmäßige Kolumne in La Gazette Officielle de Guernesey. Eine Sammlung davon wurde 1922 als Heft veröffentlicht. Er veröffentlichte bis zum Beginn der 1930er Jahre weiterhin gelegentlich Dichtungen und Prosa.
- Thomas Alfred Grut (1852–1933) veröffentlichte 1927 Des lures guernesiaises, ebenfalls eine Sammlung von Zeitungskolumnen. Er übersetzte außerdem einige der Jèrriais-Geschichten von Philippe Le Sueur Mourant ins Guernésiais.
- Marjorie Ozanne (1897–1973) schrieb Geschichten, die zwischen 1949 und 1965 in der Guernsey Evening Press publiziert wurden. Einige frühere Werke fanden sich in den 1920er Jahren in La Gazette de Guernesey.
- Métiviers Wörterbuch wurde abgelöst durch Marie de Garis’ (1910–2010) Dictiounnaire Angllais-Guernésiais; die erste Ausgabe kam 1967 heraus, folgende 1969, 1973 und 1982.
- Als die Kanalinseln im Zweiten Weltkrieg von Deutschland besetzt wurden, erfuhr das Guernésiais eine kleine Renaissance. Viele Einwohner wünschten nicht immer von den Deutschen verstanden zu werden, die teils des Englischen mächtig waren.
- Victor Hugo setzte Guernésiais-Wörter in einigen seiner Inselnovellen ein. In „Die Arbeiter des Meeres“ (frz. Les Travailleurs de la mer) führt er das Guernésiais-Wort pieuvre für Kraken ein – das standardfranzösische Wort wäre poulpe.
- P'tites Lures Guernésiaises, eine Sammlung von Kurzgeschichten auf Guernésiais und Englisch verschiedener Schriftsteller, wurde 2006 herausgegeben.[6]

## Phonologie
Die Metathese des /r/ ist verbreitet im Guernésiais, wie auch im Sercquiais und Jèrriais.
| Guernésiais | Sercquiais | Jèrriais | Französisch | Englisch  | Deutsch  |
| ----------- | ---------- | -------- | ----------- | --------- | -------- |
| kérouaïe    | krwee      | crouaix  | croix       | cross     | Kreuz    |
| méquerdi    | mekrëdi    | Mêcrédi  | mercredi    | Wednesday | Mittwoch |

Weitere Beispiele sind pourmenade (Promenade), persentaïr (Präsent), terpid (Tripod).

## Verben
aver – haben (Hilfsverb)
| Präsens    | Präteritum  | Imperfekt    | Futur      | Konditional  |
| j’ai       | j’aëus      | j’avais      | j'érai     | j'érais      |
| t’as       | t’aëus      | t’avais      | t’éras     | t’érais      |
| il a       | il aëut     | il avait     | il éra     | il érait     |
| all' a     | all' aeut   | all' avait   | all' éra   | all' érait   |
| j’avaöns   | j'eûnmes    | j’avaëmes    | j'éraöns   | j'éraëmes    |
| vous avaïz | vous aeutes | vous avaites | vous éraïz | vous éraites |
| il aönt    | il aëurent  | il avaient   | il éraönt  | il éraient   |

oimaïr – lieben (regelmäßige Konjugation)
| Präsens     | Präteritum   | Imperfekt     | Futur         | Konditional     |
| j'oime      | j'oimis      | j'oimais      | j'oim'rai     | j' oim'rais     |
| t’oimes     | t’oimis      | t’oimais      | t’oim'ras     | t’oim'rais      |
| il oime     | il oimit     | il oimait     | il oim'ra     | il oim'rait     |
| all' oime   | all' oimit   | all' oimait   | all' oim'ra   | all' oim'rait   |
| j'oimaöns   | j'oimaëmes   | j'oimaëmes    | j'oim'rons    | j' oim'raëmes   |
| vous oimaïz | vous oimites | vous oimaites | vous oim'raïz | vous oim'raites |
| il' oiment  | il' oimirent | il' oimaient  | il' oim'raönt | il' oim'raient  |

## Beispiele

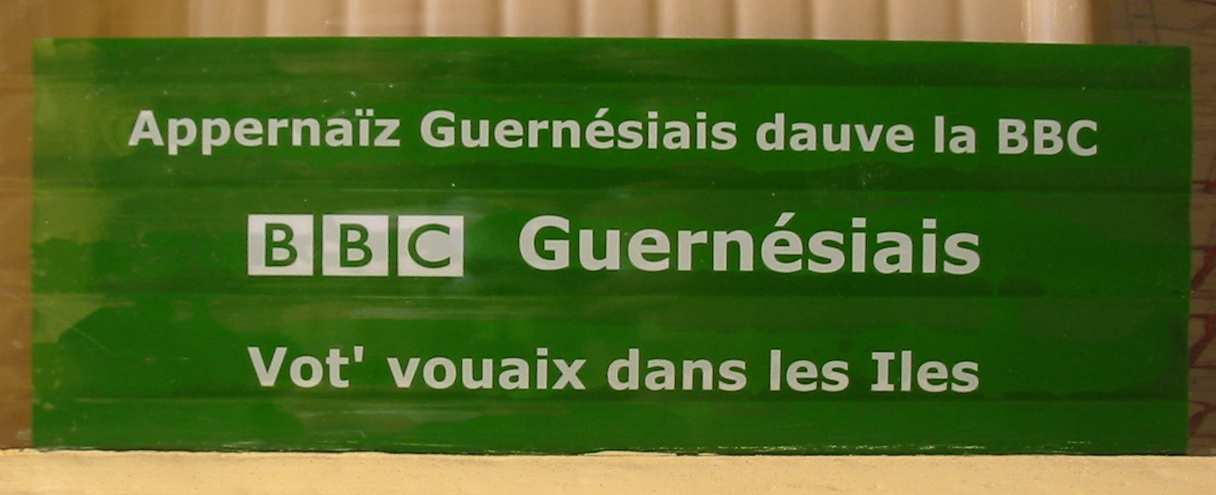
„Lernen Sie Guernésiais mit der BBC
BBC Guernsey
Ihre Stimme auf den Inseln“

| Guernésiais                  | Englisch                 | Französisch                | Deutsch             |
| Quaï temps qu’i fait?        | What’s the weather like? | Quel temps fait-il?        | Wie ist das Wetter? |
| I' fait caoud ogniet.        | It’s warm today.         | Il fait chaud aujourd’hui. | Es ist warm heute.  |
| Tchi qu’est vote naom?       | What’s your name?        | Quel est votre nom?        | Wie ist Ihr Name?   |
| Coume tchi que l’affaire va? | How are you?             | Comment vont les affaires? | Wie geht es Ihnen?  |
| Quaï heure qu’il est?        | What’s the time?         | Quelle heure est-il?       | Wie spät ist es?    |
| À la perchoine!              | See you next time!       | À la prochaine!            | Bis bald!           |
| Mercie bian!                 | Thank you very much!     | Merci bien!                | Vielen Dank!        |
| chén-chin                    | this                     | ceci                       | dies(es)            |
| ch'techin                    | this one                 | celui-ci                   | dies(es) hier       |
| Lâtchiz-mé!                  | Leave me!                | Laissez-moi!               | Lass mich!          |